# NGC 7758
NGC 7758 (również PGC 72497) – galaktyka eliptyczna (E/SB0), znajdująca się w gwiazdozbiorze Wodnika. Odkrył ją w 1886 roku Frank Muller.